# Yma Sumac
Yma Sumac (13. rujna 1922. – 1. studenog 2008.) bila je poznata peruanska sopranistica. Tijekom 1950.-ih bila je jedna od najpoznatijih izvođača egzotične glazbe. 
Postigla je međunarodni uspjeh zbog svog ogromnog raspona glasa, koji bi dosezao više od četiri oktave, a također se tvrdi da je vrhunac njenog vokalnog raspona bio 5-6 oktava
. Frekventni opseg glasa ove pjevačice bio je od 123 do 2270 herca. Bila je sposobna pjevati u niskim baritonskim registrima, pa i tonove iznad prosjeka običnog soprana. 

## Životopis
Zoila Augusta Emperatriz Chávarri del Castillo rođena je 13. rujna 1922. u gradu Callao na obali Perua. Porijeklo vuče od posljednjeg vladara Inka, Atahualpe, kojega su Španjolci pogubili 1533.
Prije odlaska u SAD usvaja umjetničko ime Imma Sumack. Ime je izvela od Ima Shumaq, što na kečuanskom jeziku znači "kako je lijepa", iako je u intervjuima tvrdila da to znači "lijepa djevojka" ili "lijepi cvijet".
Prvi put se pojavljuje na radiju 1942. Iste godine udala se za skladatelja i vođu grupe koji se zvao Moises Vivanco. Sljedeće godine u Argentini snima najmanje osamnaest pjesama peruanske narodne glazbe. Te ranije radove snima za diskografsku kuću Odeon Records, zajedno s muževom grupom Compañía Peruana de Arte, koja se sastojala od 46 indijskih pjevača, plesača i svirača.
Godine 1946. s Moisesom Vivancom seli u New York, gdje formiraju Inka Taky Trio; Sumack je pjevala sopran, Vivanco svirao gitaru, dok je njezina rođakinja Cholita Rivero pjevala alt i plesala. 1949. rađa sina Charlesa, te potpisuje ugovor s diskografskom kućom Capitol Records. Također, te godine mijenja umjetničko ime, postaje Yma Sumac.
Tijekom 1950-ih snima niz pjesama lounge glazbe, radeći s glazbenicima kao što su Les Baxter i Billy May. Kombinacija njezinog izvanrednog glasa, egzotičnog izgleda i scenske osobnosti učinila ju je jako popularnom među američkom publikom. 1951. u broadwayskom mjuziklu Flahooley glumila je stranu princezu koja donosi Aladinovu svjetiljku u tvornicu igračaka da se popravi. Na vrhuncu popularnosti glumi u filmovima Secret of the Incas (1954.) i Omar Khayyam (1957.). 1955. postala je građanka SAD-a. 1959. popularizirala je pjesmu Jorgea Bravo de Ruede, "Vírgenes del Sol" na long-play albumu Fuego del Ande.
1957. razvela se od Moisesa Vivanca, ali su se ponovno vjenčali iste godine. Ipak, ponovno su se razveli 1965.
Yma Sumac i Inka Taky Trio odlaze na svjetsku turneju 1961. Turneja je trajala pet godina. Nastupali su u četrdeset gradova Sovjetskog Saveza, a nakon toga diljem Europe, Azija i Latinske Amerike. Nastupi iz Bukurešta su snimljeni na albumu Recital, njezinom jedinom albumu snimljenom uživo. 
1971. snima rock album nazvan Miracles, potom se vraća živjeti u Peruu. 1980-ih menadžer joj postaje Alan Eichler, te ima mnoge koncerte diljem SAD-a i šire. 1987. snimila je pjesmu "I Wonder" iz Disneyjevog filma Trnoružica za album Stay Awake, koji je sadržao pjesme iz Disneyjevih filmova. Pjeva pjesmu "Ataypura" 19. ožujka 1987. pojavljujući se u emisiji Davida Lettermana. Također, snima novu njemačku techno pjesmu, "Mambo ConFusion."
1989. nastupa u Ballroomu u New Yorku, te se vraća u Europu prvi put nakon 30 godina, kad je bila u Bruxellesu. U ožujku 1990. glumi Heidi mjuziklu Follies, njezinom prvom pojavljivanju u kazalištu nakon mjuzikla Flahooley iz 1951. Održava nekoliko koncerata u ljeto 1996., te dva u Montrealu, Kanada.
1992. Günther Czernetsky režira dokumentarni film za njemačku televiziju pod nazivom Yma Sumac — Hollywoods Inkaprinzessin.
Umire 1. studenog 2008. u Los Angelesu, devet mjeseci nakon što joj je dijagnosticiran rak debelog crijeva.

## Kritike
1954. klasični skladatelj Virgil Thomson opisuje njezin glas kao "vrlo nizak i topal, vrlo visok i nalik na pticu", spominjući da je njezin raspon "blizu četiri oktave, ali nikako neprirodan i čudan po zvuku".

## Diskografija

### Albumi
- Voice of the Xtabay (1950.)
- Flahooley (1951.)
- Legend of the Sun Virgin (1952.)
- Inca Taqui (1953.)
- Mambo! (1954.)
- Legend of the Jivaro (1957.)
- Fuego Del Ande (1959.)
- Miracles (1971.)

### Singlovi
- Dance Of The Moon Festival / Earthquake
- Mambo!

### Kompilacije
- Shou Condor (1997.)
- The Ultimate Yma Sumac Collection (2000.)
- Virgin Of The Sun God (2002.)
- The Exotic Sounds Of Yma Sumac (2002.)
- Queen of Exotica (2005.)